# Afrarchaea royalensis
Afrarchaea royalensis là một loài nhện trong họ Archaeidae. Loài này phân bố ở Nam Phi.